# Arash-2 (БПЛА)
Arash-2 (перс. آرش 2) — дрон-камікадзе дальнього радіуса дії іранської розробки, представлений публічно у вересні 2022 року.
БПЛА є модернізацією та подальшим розвитком дрону Arash-1 (Kian 1), що має можливість декількох змін напрямків руху перед ураженням цілі.
Іранські джерела, з посиланням на командувача сухопутними військами Ірану Киомарса Хейдарі (Kioumars Heydari), зазначають надходження дрону на озброєння країни.
Іран представляє БПЛА як засіб для атак на ізраїльські міста Хайфа та Тель-Авів.

## Опис
Серія дронів Arash створювалася на базі БПЛА Kian 2. Ці БПЛА є схожими за формою, зовнішнім виглядом, розмірами. Основною відмінністю є застосування маршового пропелерного двигуна.
Розмах дельтоподібних крил Arash становить близько 4,5 м.
Дрон має два твердопаливні прискорювачі, що забезпечують початок польоту зі стартової платформи та вихід на крейсерську швидкість близько 100 км / год.
Arash може бути обладнано оптичними та тепловізійними сканерами для захоплення різних видів цілей. Дрон також може виявляти випромінювання радарів. Придушення систем ППО було однією із задач модернізації Kian.
Запуск БПЛА можливий зі спеціалізованої платформи та з контейнера, що забезпечує можливість прихованого перевезення і застосування також з морських платформ.
Анонсована дальність застосування становить 2000 км.

## Оператори
- Іран
- Росія

15 жовтня 2022 російські джерела повідомили про закупівлю дронів Arash-2 для ЗС РФ.